# Краљевина Аусан
Краљевина Аусан (старојужноарапски језик:    , енгл. Awsan), била је једна од античких јеменских краљевина уз обале Арабијског мора источно од Адена.

## Историја
Између 8. и 6. века. п. н. е. над Јеменом је доминирало шест тадашњих краљевина; Минејско, Катабан, Аусан, Хадрамаут, Саба и Химјар која су час ратовала једна против других, или склапала савезништва, а све због контроле над караванским Путем тамјана и доминације у лукративној трговини миродијама. Ancient history of Yemen</ref>
О Краљевини Аусан се најмање зна од свих античких краљевина Јужне Арабије. Центар ове краљевине простирао се североисточно од данашњег Адена, јужно од Вади Баџхана у планинама Хадрамута, у котлини Вади Маркаха. У сваком случају Аусан је граничио и делио териториј са Катабаном, са којим је повремено ратовао, али и склапао савезе и владао заједно. Њихови ретки натписи писани су на катабанском, вероватно због тога грчки географ Ератостен (276. п. н. е. - 194. п. н. е.) није правио разлику између Аусана и Катабана.
Позиција његове престолнице Хагар Џахир (или Масвар ?) је још увијек загонетка. Негде око 7. века п. н. е. Аусан је заузео земље Катабана и западне делове Хадрамаута и овладао обалом централног Јемена са луком Тафид, из које се касније развио Аден. Тиме је Аусан стекао контролу над поморском трговином, која се тад одвијала уз обалу.
Негде у време владавине сабејског владара (мукариба) Кариб ил Ватара I (око 685. п. н. е.) Аусан је дошао у сукоб са Сабом и њиховим тадашњим савезницима; Катабаном, Хадрамаутом и градовима државама Харамом и Каминахом. Након неколико војних офанзива Саба и Катабан заузели су Аусан и његове вазалне земље Кахад, Дахас и Тубанај.
Пред крај 4. или почетком 3. века п. н. е. Катабан је за владавине краља Џада иб Џигала, вероватно у савезништву са суседним Минејском краљевином и Хадрамаутом успео да се ослободи Сабејске хегемоније.
Од тада су Краљевина Катабан владала племена заступљена у Већу Катабан; Радман, Мадај, Алмалик и Џахир, Краљевина Аусан (али као вазална држава) и његови бивши вазали - градови државе; Кахад, Дахас и Тубанај.
Пред крај 1. века п. н. е. Катабан је подпао под власт Химјарске краљевине и од тад почиње крај Краљевине Аусан, које се све мање спомиње.
- У новије време, од средине 1990-их, постоје покушаји да се на темељу аеро и сателитских снимања пронађе локација аусанске престолнице. Јеменски археолог Сајад Ајуб на темељу пронађене керамике код места Хагар Асфал, тврди да је пронашао асуанску пријестолницу Хагар Џахир. По њему је то био велики град на површини од 160.000 m², окружен зидинама са храмовима изграђеним под хеленистичким утицајем.[4]

### Владари Аусана
- Амкариб, 800. п. н. е. отац Дакрил Лхина
- Дакрил Лхин, 7. веку п. н. е., он је узео титулу „мукариба“ (отац једног од Мурата)
- Мурата (или Мартај), средина 7. веку п. н. е., њега је победио сабејски мукариб Кариб ил Ватар I
- Мадил I
- Џасдукил Фари' ум I
- Мадил II Салхан
- Џасдукил Фари' ум II Шарахат
- Амијита Гајлан Гашму